# Jack Straw
The Right Honourable John Whitaker Straw detto Jack Straw (Buckhurst Hill, 3 agosto 1946) è un politico britannico, già deputato alla Camera dei comuni per Blackburn dal 1979 al 2015. È stato tra gli esponenti di maggior spicco del Partito Laburista negli anni novanta e nei primi anni duemila, ricoprendo importanti incarichi di governo. Dopo la sconfitta del suo partito alle elezioni del 6 maggio 2010, è stato nominato vice primo ministro nel governo ombra del Partito Laburista, carica che ha ricoperto fino al 7 ottobre 2010.

## Biografia

### Membro del Parlamento
Straw venne candidato per il seggio parlamentare del collegio di Blackburn, nel Lancashire, il seggio che era stato ricoperto Barbara Castle, nel 1977, dopo che la stessa Castle decise di non ricandidarsi. Risultò vincitore nel 1979, ricoprendo da allora detto incarico, fino al 2015. Divenne anche presidente onorario della squadra di football dei Blackburn Rovers. Negli anni ottanta, fu portavoce agli affari economici per l'opposizione e successivamente all'ambiente prima della promozione allo Shadow Cabinet nel 1987.

### Membro del Gabinetto ombra
Il primo incarico di Straw allo Shadow Cabinet fu come responsabile dell'Istruzione dal 1987, poi all'ambiente dal 1992 al 1994.
Quando Tony Blair divenne leader in seguito alla morte di John Smith, Straw fu scelto alla successione come responsabile dell'Interno allo Shadow Cabinet. Come Blair, Straw era convinto che le possibilità di una vittoria elettorale laburista fossero state in passato indebolite dalla posizione laburista eccessivamente morbida sul tema del contrasto al crimine, fu così che si guadagnò la reputazione di intransigente, finanche in misura maggiore dell'allora ministro dell'Interno conservatore Michael Howard.

### L'attività di governo

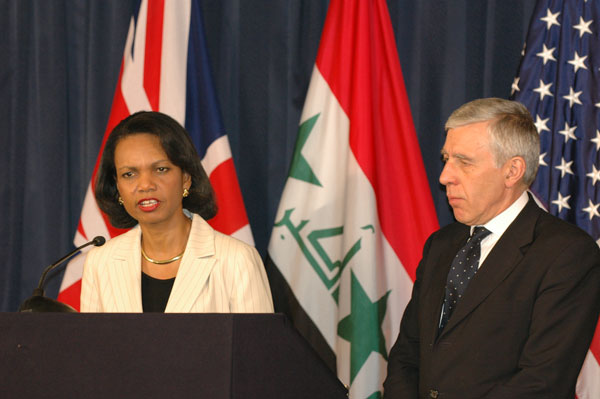
Jack Straw e il Segretario di Stato americano Condoleezza Rice durante una conferenza stampa a Baghdad, in Iraq nel 2006.

Durante l'esperienza di governo laburista, tra il 1997 e il 2010, Straw ha ininterrottamente fatto parte del Gabinetto, ricoprendo importanti ruoli negli esecutivi guidati da Tony Blair e Gordon Brown. Dopo le elezioni del 1997, che riportarono il Partito Laburista al governo, Straw assunse il ruolo di Segretario di Stato per gli Affari Interni (Ministro dell'Interno), carica che ricoprì per l'intera legislatura.
Nel rimpasto che seguì le elezioni del 2001, fu invece nominato Segretario di Stato per gli Affari Esteri e del Commonwealth (Ministro degli Esteri), incarico ricoperto fino al 5 maggio 2006.
La pesante sconfitta patita dai laburisti alle elezioni locali del maggio 2006 spinse il Primo Ministro Tony Blair a un ampio rimpasto della sua squadra di governo. Straw, la cui figura era altamente associata alle impopolari scelte di politica estera del governo laburista, fu rimosso dal suo incarico; fu quindi nominato Lord Privy Seal nonché leader della Camera dei Comuni, con l'incarico di sovraintendere alla riforma della Camera dei Lord e del sistema di finanziamento ai partiti politici.
Dopo la nomina di Gordon Brown a Primo Ministro nel giugno 2007, Straw assunse l'incarico di Segretario di Stato alla Giustizia e di Lord Cancelliere, carica che mantenne fino alla sconfitta elettorale del maggio 2010. Straw è stato il primo esponente politico proveniente dalla Camera dei Comuni a rivestire l'incarico di Lord Cancelliere.